# 중수로

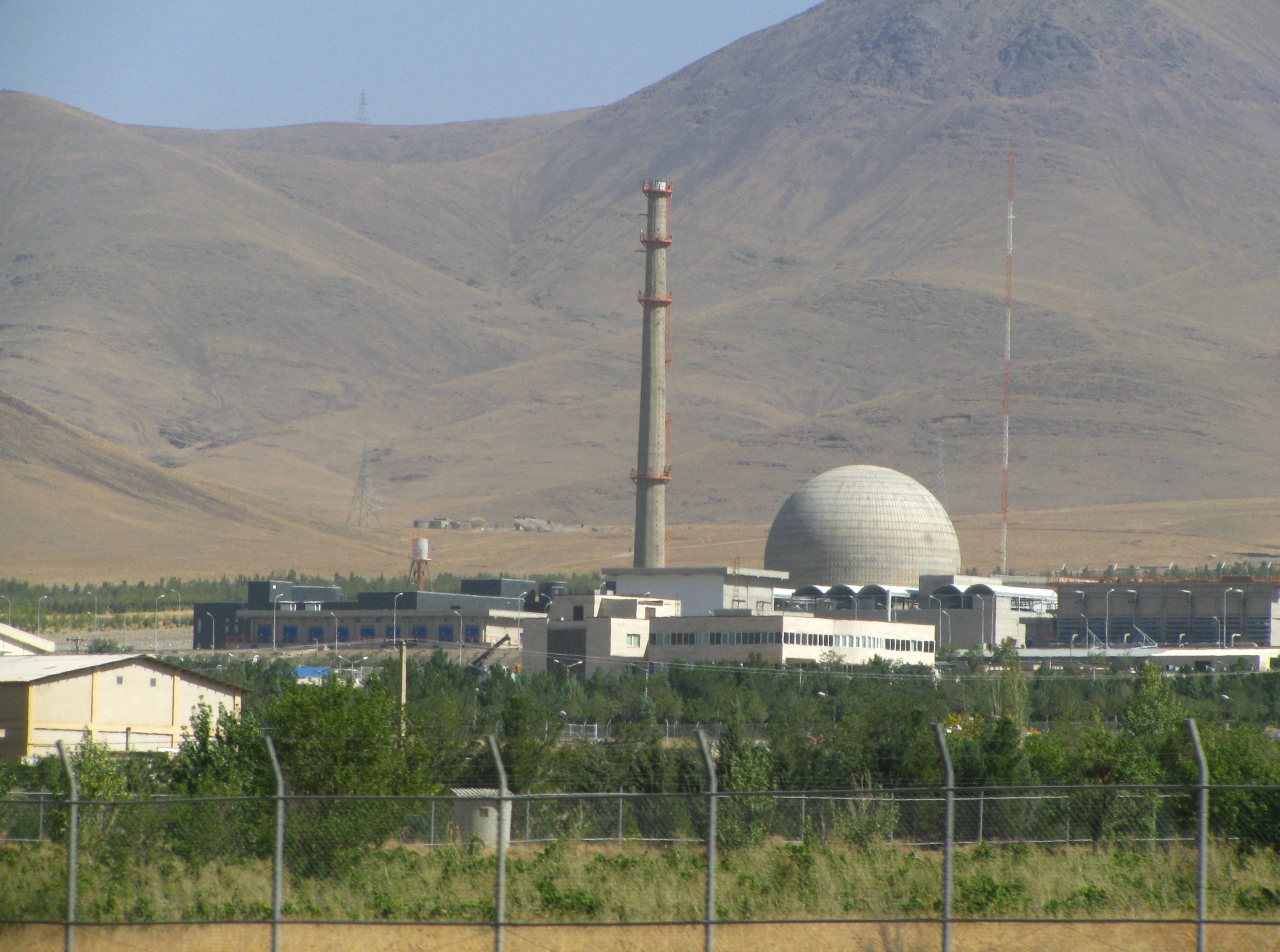

중수로(重水爐, Heavy water reactors, HWR), 가압 중수로(pressurised heavy water reactor, PHWR)는 중수를 냉각재와 감속재로 사용하는 열 중성자 원자로로, 캐나다에서 개발하여 캔두(CANDU)형이라고도 부른다. 중수는 수소의 동위원소인 중수소 2개가 산소와 결합한 물질로, D2O를 말한다.
중수는 보통의 물인 경수에 비해 중성자를 감속하는 작용이 뛰어나면서도 중성자를 잘 흡수하지 않는 장점이 있다. 따라서 중수를 사용한 원자로는 천연우라늄을 그대로 연료로 쓰더라도 연쇄반응을 유지할 수 있다. 이렇게 천연우라늄(우라늄 235)을 연료로 사용할 수 있어 경제적이지만, 냉각수인 중수를 만드는 데 일반 물(경수)를 사용하는 가압경수로에 비해 비용이 많이 든다.
중수는 가압용기 속에서 약 110㎏/cm2 정도로 가압된다. 그렇게 가열된 물은 증기발생기로 보내진 후 열교환을 통해 2차 측의 물을 가열하여 터빈발전기를 돌려 전기를 생산한다.
가압중수로는 가압경수로와 마찬가지로 1차계통과 2차계통이 분리되며, 열교환이 증기발생기에서 이루어진다. 중수형원자로의 용기는 큰 연탄 같은 형태를 하고 있는데, 그 속으로 감속재인 중수를 넣는다. 이 용기에 연탄의 공기구멍과 같이 연료봉과 냉각재를 통과시키는 직경 10cm 정도의 지르코늄합금관을 통해 감속재인 중수와 냉각재를 격리시킨다. 이와 같은 칼란드리아(Calandria) 형태의 수평형 원통모양의 원자로 속을 통과하는데, 이때 발생한 열에너지를 냉각재로 전달하고, 다시 냉각재의 열을 2차계통으로 전달해 전기를 생산한다.
압력관이 수평으로 배열되어 있어 원자로의 운전 중에도 연료교체가 가능하며, 천연우라늄으로 만든 연료봉의 길이는 약 50cm로 짧다. 우리나라의 월성원자력발전소가 가압중수로를 이용하고 있다.

## 연료
연료봉은 지르코늄합금피복관에 산화우라늄을 봉입한 것으로, 30개 정도의 연료봉을 원형으로 묶어 집합체로 만든다.
중수로는 연료를 농축하지 않고 천연 우라늄을 사용하기 때문에, 농축공장이 필요하지 않으나, 다른 원자로들에 비해 플루토늄과 삼중수소를 부산물로 많이 생산한다. 이 두물질은 열핵무기를 만들기 위한 필수적 요소들이다. 인도는 CIRUS 중수로에서 추출한 플루토늄을 가지고 웃는 부처 프로젝트라 불리는 핵실험을 하였다. 이런 이유로 인해 중수로에는 핵 확산을 막을 안전장치가 필요하다.

## 제어
중수로원자로는 감속재로 쓰이는 중수 속에 제어봉을 삽입하거나, 중성자 흡수재인 붕산을 미량 녹여 넣거나 또는 중수의 액면을 높이거나 낮추어 제어한다.

## 국내 중수로 기반 원전 운영 현황 (2016-02-22)[1]
| 발전소 명  | 위치               | 설비용량(MWe) | 상업운전일 |
| ---------- | ------------------ | ------------- | ---------- |
| 월성 1호기 | 경북 경주시 양남면 | 679           | 1983-04-22 |
| 월성 2호기 | 경북 경주시 양남면 | 700           | 1997-07-01 |
| 월성 3호기 | 경북 경주시 양남면 | 700           | 1998-07-01 |
| 월성 4호기 | 경북 경주시 양남면 | 700           | 1999-10-01 |

## 같이 보기
- NRX
- CIRUS
- CANDU
- KS 150
- 경수로